# Década de 1900 nos Estados Unidos
Esta é uma cronologia de década de 1900 nos Estados Unidos.

## 1900
- 29 de janeiro: A Liga Americana de Clubes Profissionais de Beisebol (American League) é fundada em Filadélfia, Pensilvânia.[1]
- 20 de fevereiro: O couraçado USS Kearsarge é comissionado.[2]
- 14 de março: A Lei do Padrão-Ouro (Gold Standard Act) é aprovada e assinada pelo Congresso dos Estados Unidos.[3][4][5][6][7]
- 12 de abril: O Congresso dos Estados Unidos aprova a Lei Foraker, que estabelece o governo civil sobre a ilha de Porto Rico.[4][6][8][9]
- 30 de abril: O Havaí torna-se oficialmente o território dos Estados Unidos.[4]
- 30 de abril: Presidente William McKinley assina a Lei Orgânica de 1900, também conhecida como a Lei Foraker, que estabelece um governo civil sobre a ilha de Porto Rico.[10]
- 15 de maio: O couraçado USS Kentucky é comissionado.[2]
- 8 de setembro: Um furacão atinge a cidade de Galveston, Texas, matando 8.000 pessoas.[11]
- 16 de outubro: O couraçado USS Alabama é comissionado.[12]
- 6 de novembro: É realizada a eleição presidencial. William McKinley é reeleito presidente dos Estados Unidos, derrotando o candidato democrata, William J. Bryan.[7][13]
- 12 de dezembro: A siderúrgica United States Steel é fundada por Charles M. Schwab.[14]

## 1901
- 2 de março: O Congresso dos Estados Unidos aprova a Emenda Platt, limitando a autonomia de Cuba como condição para a retirada das tropas norte-americanas.[15]
- 4 de março: Presidente William McKinley começa seu segundo mandato.[15][16]
- 4 de março: Theodore Roosevelt toma posse como o 25º Vice-Presidente dos Estados Unidos.
- 1 de maio: Começa a Exposição Pan-Americana, realizada em Buffalo, Nova Iorque.
- 28 de maio: A Emenda Platt é aprovada pelo Congresso dos Estados Unidos.
- 12 de junho: Cuba torna-se um protetorado norte-americano.
- 6 de setembro: Presidente William McKinley é baleado pelo anarquista Leon Czolgosz durante a Exposição Pan-Americana, em Buffalo, Nova Iorque.[4][15][17]
- 14 de setembro: Presidente William McKinley morre oito dias depois de ser baleado e é sucedido por seu vice-presidente Theodore Roosevelt como o 26º presidente dos Estados Unidos.[15][17]
- 29 de outubro: Leon Czolgosz é executado por assassinato do presidente William McKinley em uma cadeira elétrica, na Prisão de Auburn, em Auburn, Nova Iorque.[15]
- 2 de novembro: Termina a Exposição Pan-Americana, em Buffalo, Nova Iorque.

## 1902
- 1 de maio: William H. Moody torna-se o 35º Secretário da Marinha dos Estados Unidos.[18]
- 10 de maio: Cuba deixa de ser um protetorado norte-americano.
- 20 de maio: A República de Cuba é proclamada. Tropas norte-americanas retiram-se de Cuba.[19][20]
- 22 de maio: O Parque Nacional do Lago Crater, no estado do Oregon, é criado por uma lei do Congresso dos Estados Unidos.[21][22]
- 4 de julho: Presidente Theodore Roosevelt anuncia o fim da Guerra Filipino-Americana.[23]
- 21 de outubro: Termina a greve dos mineiros, liderada pelo Sindicato dos Trabalhadores de Mina da América (United Mine Workers).[24]
- 24 de novembro: O primeiro destróier norte-americano USS Bainbridge é comissionado.[18]
- 22 de dezembro: O couraçado norte-americano USS Maine é comissionado.[25]

## 1903
- 9 de janeiro: Presidente Theodore Roosevelt assina a lei, que cria o Parque Nacional de Wind Cave como o sétimo parque nacional da América.[26][27]
- 22 de janeiro: O Tratado Hay-Herran é assinado pelos diplomatas dos Estados Unidos e da Colômbia.[25][28]
- 14 de fevereiro: O Departamento de Comércio e Trabalho dos Estados Unidos (United States Department of Commerce and Labor) é criado pelo Congresso dos Estados Unidos.[29][30][31][32]
- 17 de março: O Tratado Hay-Herran é ratificado pelo Senado dos Estados Unidos.[33]
- 19 de abril: O Senado dos Estados Unidos ratifica a Emenda Platt, responsável pela aquisição das bases navais em Guantánamo e Honda.
- 16 de junho: A companhia automobilística Ford Motor Company é fundada por Henry Ford.
- 13 de novembro: Os Estados Unidos reconhecem a República do Panamá.
- 18 de novembro: O Tratado Hay-Bunau-Varilla é assinado entre os Estados Unidos e o Panamá, dando aos americanos o controle sobre a construção e gestão do Canal do Panamá.[32][34][35]
- 1 de dezembro: O primeiro faroeste da história do cinema, The Great Train Robbery (O Grande Roubo do Trem), de Edwin S. Porter, é apresentado em Washington, DC.
- 17 de dezembro: Os irmãos Wright fazem o primeiro voo mais pesado da história da aviação com Orville Wright, que pilota um avião com um motor a gasolina em Kitty Hawk, Carolina do Norte.[34][36]
- 30 de dezembro: Um incêndio no Teatro Iroquois mata 602 pessoas em Chicago, Illinois, sendo o mais mortal do incêndio de único edifício da história dos Estados Unidos.[37]

## 1904
- 22 de fevereiro: O Senado dos Estados Unidos ratifica o Tratado Hay-Bunau-Varilla por 66 a 14 votos.[38]
- 25 de abril: O Comitê Nacional do Trabalho Infantil (National Child Labor Committee) é fundado na cidade de Nova Iorque.[39]
- 4 de maio: Inicia a construção do Canal do Panamá.[40]
- 1 de julho: Começam os III Jogos Olímpicos de Verão em St. Louis, Missouri.
- 1 de julho: Paul Morton torna-se o 36º Secretário da Marinha dos Estados Unidos.[41]
- 15 de junho: Morrem 1 021 pessoas no incêndio do barco General Slocum na baía de Nova Iorque.
- 4 de outubro: O couraçado USS Ohio é comissionado.[41]
- 27 de outubro: A primeira linha operacional do Metropolitano de Nova Iorque é inaugurada.
- 8 de novembro: É realizada a eleição presidencial. Theodore Roosevelt é reeleito presidente dos Estados Unidos.[40][42]
- 23 de novembro: Terminam os III Jogos Olímpicos de Verão em St. Louis, Missouri.
- 31 de dezembro: Na cidade de Nova Iorque, a celebração de Véspera de Ano-Novo ocorre em Times Square.

## 1905
- 20 de janeiro: Um acordo entre os Estados Unidos e a República Dominicana é assinado.[43]
- 4 de março: Presidente Theodore Roosevelt começa seu segundo mandato.[44]
- 10 de abril: A Suprema Corte dos Estados Unidos declara que o Alasca é incorporado aos Estados Unidos pelo tratado da compra de 1867.[44]
- 15 de maio: Las Vegas, a cidade do estado de Nevada, é fundada.
- 23 de maio: Wilbur e Orville Wright recebem uma patente do avião.[44]
- 7 de julho: Charles J. Bonaparte torna-se o 37º Secretário da Marinha dos Estados Unidos.[41]
- 5 de setembro: O Tratado de Portsmouth, mediado pelo presidente americano Theodore Roosevelt, é assinado pelo Japão e pela Rússia em Portsmouth, New Hampshire, terminado a Guerra Russo-Japonesa.[44][45]

## 1906
- 17 de fevereiro: Três homens são presos no Colorado por assassinato do ex-governador do Idaho, Frank Steuenburg.[46]
- 18 de abril: Um sismo atinge a cidade de San Francisco, Califórnia, deixando 500 mortos e desaparecidos, sendo um dos piores desastres naturais da história dos Estados Unidos.[47][48][49]
- 8 de junho: A Lei das Antiguidades (Antiquities Act) é assinado pelo presidente Theodore Roosevelt, determinando a proteção de monumentos históricos e estruturas pré-históricas.[48][50]
- 19 de junho: A Lei Hepburn, que dá à Interstate Commerce Commission (ICC) o poder de definir as taxas máximas de ferrovias, é aprovada pelo Congresso dos Estados Unidos.[48]
- 29 de junho: O Parque Nacional de Mesa Verde é criado pela alei do Congresso dos Estados Unidos.[51][52]
- 10 de dezembro: Theodore Roosevelt torna-se o primeiro presidente norte-americano a receber o Prêmio Nobel da Paz.[53]

## 1907
- 19 de fevereiro: O Congresso dos Estados Unidos autoriza uma investigação de trabalho feminino e infantil.[54]
- 25 de fevereiro: O tratado entre os Estados Unidos e a República Dominicana é ratificada.[43]
- 13 de março: Começa o Pânico financeiro de 1907 com a queda de mercado de ações.[4][54][55][56]
- 14 de março: Presidente Theodore Roosevelt ordena a exclusão dos trabalhadores japoneses.[55][57]
- 21 de março: Tropas norte-americanas desembarcam nas Honduras.[55]
- 15 de junho: Começa a realização da Segunda Conferência da Paz na Haia, Países Baixos.[58]
- 29 de setembro: A pedra angular da Catedral Nacional de Washington é colocada na capital dos Estados Unidos, com a presença do presidente Theodore Roosevelt.
- 18 de outubro: Termina a Segunda Conferência da Paz na Haia, Países Baixos.[58]
- 16 de novembro: O Oklahoma torna-se o 46º estado norte-americano admitido à União.[54][58][59]
- 19 de dezembro: Uma explosão em uma mina de carvão em Jacobs Creek, Pensilvânia, mata 239 mineiros.[60][61]

## 1908
- 2 de abril: A Convenção Nacional do Partido Populista (People's Party) é realizada em St. Louis e nomeia Thomas Edward Watson para o candidato a presidente.[62][63]
- 10 de maio: O Dia das Mães é observado pela primeira vez, em Grafton, Virgínia Ocidental.
- 18 de maio: A lema In God We Trust é restaurada em todas as moedas norte-americanas.[64]
- 26 de julho: O Departamento Federal de Investigação (Federal Bureau of Investigation) é fundado pelo Promotor Público Charles Joseph Bonaparte.[65][66][67]
- 17 de setembro: O militar norte-americano Thomas Etholen Selfridge torna-se a primeira pessoa a morrer na queda de um aeroplano motorizado.
- 1 de outubro: Henry Ford introduz o primeiro automóvel norte-americano no mercado, Ford Modelo T, que custa 825 dólares.[68][69]
- 3 de novembro: É realizada a eleição presidencial. William Howard Taft é eleito Presidente dos Estados Unidos.[63]
- 30 de novembro: O Acordo Root-Takahira (Root-Takahira Agreement) é assinado pelos Estados Unidos e pelo Império do Japão.[68][70]
- 26 de dezembro: O americano Jack Johnson vence o canadense Tommy Burns e torna-se o primeiro boxeador afro-americano a conquistar o título mundial dos pesos-pesados em Sydney, Austrália.[71]

## 1909
- 12 de fevereiro: A Associação Nacional para o Progesso de Pessoas de Cor (National Association for the Advancement of Colored People, NAACP), uma das mais antigas e mais influentes instituições a favor dos direitos civis de uma minoria no país, é fundada na cidade de Nova Iorque, comemorando o centenário do aniversário de nascimento de Abraham Lincoln.[72]
- 4 de março: Presidente Theodore Roosevelt assina o ato, aumentando o salário do presidente de 50 mil dólares para 75 mil dólares, com seu sucessor William Howard Taft como o primeiro beneficiário.[73]
- 4 de março: William Howard Taft toma posse como o 27º Presidente dos Estados Unidos.[74]
- 6 de abril: Dois norte-americanos, Robert Peary e Matthew Henson, chegam ao Pólo Norte.[74]
- 12 de julho: A proposta emenda da Constituição, que permite o imposto de renda, é aprovado pelo Congresso dos Estados Unidos.[75]
- 2 de agosto: O Exército dos Estados Unidos compra o primeiro aparelho voador dos irmãos Wright.[76]
- 13 de novembro: Um incêndio na mina de carvão mata 259 homens e meninos em Cherry, Illinois, sendo o segundo pior desastre da história dos Estados Unidos.[75][77]
- 11 de novembro: A Marinha dos Estados Unidos cria a base naval em Pearl Harbor, situada na ilha de Oahu, no Havaí.[78]